# Zirkus Rosarius
Il Zirkus Rosarius, anche Wanderzirkus Rosarius, era una unità speciale della Luftwaffe durante la seconda guerra mondiale, che operava con velivoli catturati agli Alleati, ridipinti con colori ed insegne tedesche. Diversamente dal Kampfgeschwader 200, il suo scopo era di addestrare i piloti tedeschi a familiarizzare con gli aerei Alleati ed i loro comportamenti in volo, e l'unità girava per gli aeroporti operativi della Luftwaffe. inizialmente al comando di Theodor Rosarius nel 1943, era parte del 2./Versuchsverband Oberbefehlshaber der Luftwaffe.

## Aeroplani catturati noti
| Tipo                        | Modello  | Serial number         | Identificativo di chiamata Luftwaffe* | Note                                                                                          |
| --------------------------- | -------- | --------------------- | ------------------------------------- | --------------------------------------------------------------------------------------------- |
| Lockheed P-38               | L (F-5E) | 44-23725              | T9+MK                                 | ex 354th Air Service Sq- Consegnato intatto dal disertore USAAF Martin James Monti 13/10/1944 |
| Lockheed P-38               | G        | 43-2278               | T9+XB (duplicated)                    | 15th Air Force—accidentalmente atterrato a Capoterra Italy 12/061943.                         |
| Supermarine Spitfire        | LF.IX    | MK698                 | T9+EK                                 | ex-No. 412 Squadron RCAF                                                                      |
| Supermarine Spitfire        | PR.XI    | possibly MB945        | T9+BB                                 | ex 14th Photo Squadron/7th PRG USAAF                                                          |
| North American NA-64        |          | Armée de l'Air No. 44 | DR+XD                                 |                                                                                               |
| North American P-51 Mustang | B or C   |                       | T9+CK                                 |                                                                                               |
| North American P-51 Mustang | B        | 43-24825              | T9+HK                                 | "Jerry" Ex 334th Fighter Squadron. catturato 6 giugno 1944                                    |
| Hawker Typhoon              | Ia       | EJ956                 | T9+GK                                 | Ex "SA-I" No. 486(NZ) Sqn.                                                                    |
| Hawker Typhoon              |          | JP548                 | T9+GK                                 | Ex No. 174 Sqn.                                                                               |
| Republic P-47 Thunderbolt   | D        | 42-22490              | T9+FK                                 | "Agnes"/"Beetle" ex 358th Fighter Sq/355th FG-catturato 7/11/1943                             |
| Republic P-47               | D-16-RE  | 42-75971              | 8+6 then T9+LK                        | "Ruthless Ruthie" ex 301st Fighter Sq/332nd FG-catturato 29/5/1944                            |
| de Havilland Mosquito       | B Mk IV  | DZ466                 | T9+XB (duplicated)                    |                                                                                               |
| Boeing B-17 Flying Fortress | F        | 41-24585              | A3+AE                                 | "Wulf Hound" from KG 200; ex 360 Bomb Sq/303rd BG catturato 12/12/1942 →References            |
| Boeing B-17                 | F        | 42-30713              |                                       | "Phllis Marie" ex 568th Bomb Sq/390th Bomb Gp. catturato 8/3/1944                             |
| Boeing B-17                 | F        | 42-30048              | A3+CE                                 | "Flak Dancer" ex. 554th Bomb Sq/384th Bomb Gp. catturato 26/6/1943                            |
| Boeing B-17                 | F        | 42-5714               | DR+PB                                 | "Old Faithful" ex 332nd Bomb Squadron. catturato 14/10/1943                                   |
| Boeing B-17                 | G        | 42-39974              |                                       | "Punchboard" ex 731st Bomb Sq/452nd Bomb Gp. catturato 9/4/1944                               |
| Bell P-39 Airacobra         |          |                       | GE+DV                                 |                                                                                               |
| Curtiss Kittyhawk Mark III  |          |                       | 10+KH                                 |                                                                                               |
| Consolidated B-24 Liberator | D        | 41-23659              | I-RAIN                                | "Blond Bomber II" ex 343rd BS, 98th BG, USAAF 20/2/1943                                       |
| Consolidated B-24 Liberator | G        | 42-78106              | NF+FL                                 | "Sky Pirate" ex 758th Bombardment Squadron USAF catturato 9/6/1944                            |
| Consolidated B-24 Liberator | G        | 42-78247              | CL+XZ                                 | ex 765th BS, 461st BG, USAAF 4/10/1944                                                        |
| Consolidated B-24 Liberator | H        | 41-28641              | A3+KB                                 | ex 735th BS, 453rd BG, USAAF 4/2/1944                                                         |
| Consolidated B-24 Liberator | H        | 42-52106              |                                       | "Sunshine" ex 719th BS, 449th BG, 47th BW, 15th AF, USAAF 29/2/1944                           |
| Short Stirling              | Mk.1     | N3705                 | 6+8                                   | ex No. 7 Squadron RAF                                                                         |

- Nota: codici interamente alfabetici erano nella forma Stammkennzeichen, individuali al velivolo; ogni codice contenente un numero da qualche parte alla sinistra della Balkenkreuz era un codice specifico di reparto da combattimento Geschwaderkennung.